# Małgorzata Czerska
Małgorzata Maria Czerska (ur. 19 września 1946 w Gnieźnie, zm. 19 grudnia 2020 w Gdańsku) – polska ekonomistka, prof. dr hab.

## Życiorys
Córka Ludwika i Janiny. Obroniła pracę doktorską, następnie uzyskała stopień doktora habilitowanego. 16 marca 2004 nadano jej tytuł profesora w zakresie nauk ekonomicznych. Pracowała w Katedrze Ekonomii i Zarządzania na Wydziale Przedsiębiorczości i Towaroznawstwa Akademii Morskiej w Gdyni, oraz w Wyższej Szkole Administracji i Biznesu im. Eugeniusza Kwiatkowskiego w Gdyni.
Była profesorem zwyczajnym w Instytucie Organizacji i Zarządzania na Wydziale Zarządzania Uniwersytetu Gdańskiego, członkiem prezydium Towarzystwa Naukowego Organizacji i Kierownictwa, a także członkiem Komitetu Nauk Organizacji i Zarządzania na I Wydziale Nauk Humanistycznych i Społecznych Polskiej Akademii Nauk.
Pochowana na cmentarzu Srebrzysko w Gdańsku (rejon VI, kolumbarium V, rząd D-15).

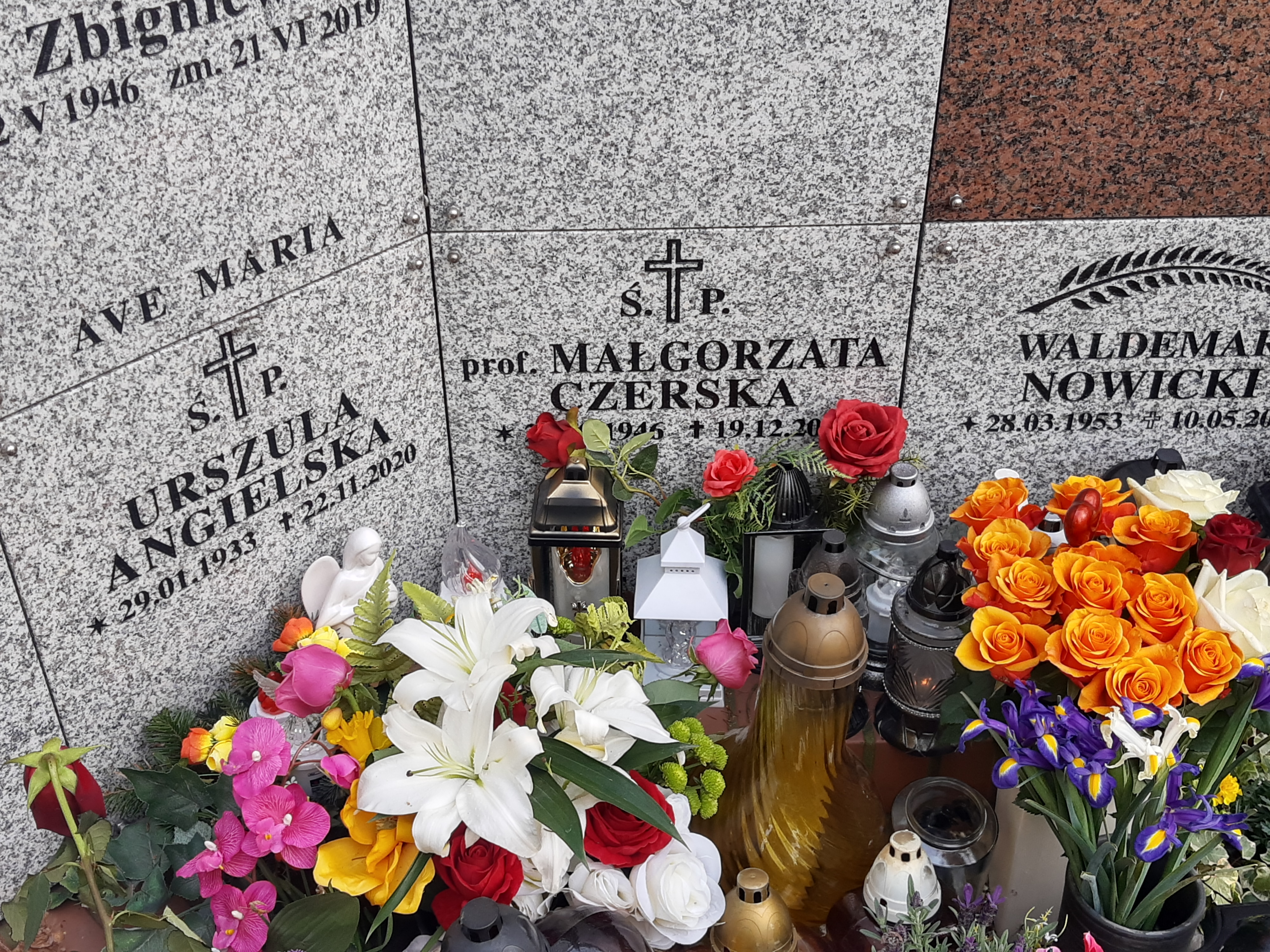
Grób prof. Małgorzaty Czerskiej na Cmentarzu Srebrzysko

## Odznaczenia
- Krzyż Kawalerski Orderu Odrodzenia Polski (2011)[5]
- Srebrny Krzyż Zasługi (1996)[6]
- Odznaka honorowa „Za zasługi dla bankowości Rzeczypospolitej Polskiej” (2006)[7]
- Medal Komisji Edukacji Narodowej[8]